# منشأة الشركة
قرية منشأة الشركة هي إحدى القرى التابعة لمركز ناصر في محافظة بني سويف في جمهورية مصر العربية. حسب إحصاءات سنة 2006، بلغ إجمالي السكان في منشأة الشركة 3025 نسمة، منهم 1546 رجل و1479 امرأة.